# Sergej Vladimirovič Michalkov
Sergej Vladimirovič Michalkov (in russo Сергей Владимирович Михалков?; Mosca, 13 marzo 1913 – Mosca, 27 agosto 2009) è stato uno scrittore, poeta e librettista sovietico, dal 1991 russo, autore di libri per bambini, che ha avuto la possibilità di scrivere in tre occasioni il testo dell'inno nazionale del proprio Paese.

## Biografia
Nel 1942, ancora ventinovenne, attrasse col suo lavoro l'attenzione di Iosif Stalin, che gli commissionò la scrittura del testo del nuovo inno nazionale. A quel tempo, il Paese era pesantemente coinvolto nei combattimenti della seconda guerra mondiale e Stalin desiderava sostituire l'Internazionale con un motivo che avesse un carattere più patriottico.
Michalkov elaborò un testo che potesse accompagnare un brano musicale composto da Aleksandr Aleksandrov (1883-1946), e che divenne noto in questo modo come Inno Nazionale dell'Unione delle Repubbliche Socialiste Sovietiche. Il nuovo inno fu presentato a Stalin nell'estate del 1943 ed entrò ufficialmente in vigore il 1º gennaio 1944. Nel 1977 a Michalkov venne chiesto di modificare il testo dell'inno nelle parti che celebravano Stalin.
Il brano è rimasto in vigore fino alla caduta dell'URSS, nel 1991, momento in cui il Presidente russo Boris El'cin scelse un motivo diverso nella forma e nel contenuto. Eppure, quando Vladimir Putin successe a El'cin alla presidenza della Federazione, egli premette affinché fosse ripristinata la musica di Aleksandrov al posto dell'inno precedente, che nell'opinione di molti russi era poco significativo e di scarsa ispirazione.
Michalkov aveva 87 anni ed era in pensione ormai da diversi anni (in effetti, le ultime generazioni di Russi lo conoscono meglio come padre dei registi cinematografici Nikita Michalkov e Andrej Končalovskij - quest'ultimo rinunciò a parte del proprio cognome "Michalkov-Končalovskij" quando lasciò la Russia), ma quando si cercò di ristabilire il vecchio brano per farne l'inno nazionale russo, egli ne riscrisse completamente le parole. Il risultato è l'attuale Inno della Federazione Russa, ufficialmente adottato dal 1º gennaio 2001.
Negli ultimi anni Michalkov viveva a Mosca e, per il suo 90º compleanno, Putin si è recato nella sua abitazione per fargli visita, e insignirlo dell'Ordine di Servizio alla Madrepatria di 2ª classe, in onore del suo contributo alla cultura russa.
È morto il 27 agosto 2009 all'età di 96 anni; ai suoi funerali, tenuti presso la cattedrale del Cristo Salvatore, parteciparono assieme alla famiglia anche amici artisti e importanti funzionari di stato. Fu sepolto presso il cimitero di Novodevičij con massimi onori militari.